# Crocallis uniformata
Crocallis uniformata är en fjärilsart som beskrevs av Stättermayer 1930. Crocallis uniformata ingår i släktet Crocallis och familjen mätare. Inga underarter finns listade i Catalogue of Life.